# Красный дракон и Золотой
«Красный дракон и Золотой» (англ. The Red Dragon and the Gold) — четвёртый эпизод второго сезона фэнтезийного драматического телесериала «Дом Дракона», который является приквелом «Игры престолов». Название эпизода отсылается к Мелеис и Солнечному Огню, драконам, принадлежащих соответственно Рейнис и Эйгону. Сценарий к эпизоду написал соавтор и шоураннер сериала Райан Кондал, а его режиссёром стал Алан Тейлор. Премьера эпизода состоялась на HBO и Max 7 июля 2024 года.
В этом эпизоде сир Кристон продолжает собирать союзников Зелёных и казнит сторонников Чёрных. Он отправляется в Грачиный Приют, чтобы атаковать последнюю крепость Чёрных в Заливе Черноводной. Тем временем Рейнира возвращается на Драконий Камень и узнаёт о плане Кристона. Она соглашается отправить Рейнис с её драконом Мелеис, чтобы противостоять Кристону и его войскам. Чувствуя, что совет относится к нему неуважительно, особенно после того, как он узнал о тайных связях Эймонда с Кристоном, Эйгон решает прилететь в Грачиный Приют на своём драконе Солнечном Огне. Находясь в неведении друг о друге, Рейнис, Эйгон и Эймонд (вместе с Вхагар) прилетают в Грачиный Приют, что приводит к решающей битве с участием трёх драконов.
В США «Красного дракона и Золотого» посмотрело 8,1 миллионов зрителей во время его первого показа, обойдя по количеству просмотров премьеру сезона. Эпизод получил положительные отзывы от критиков, причём несколько обозревателей назвали его одним из лучших эпизодов в сериале. Критики в особенности похвалили эпизод за режиссуру, сценарий, визуальные эффекты, сцены с Деймоном в Харренхоле, обострившееся соперничество между Эймондом и Эйгоном, актёрскую игру (в особенности Ив Бест, Мэтта Смита и Тома Глинн-Карни), а также сцену сражений, которая считалась ярким моментом в эпизоде.
Этот эпизод подчёркивает последнее появление Ив Бест (Рейнис Таргариен).

## Сюжет

### В Харренхоле
Деймону снится сон о том, как отрубает голову молодой Рейнире, когда она обвиняет его в измене. Деймон встречает Алис Риверс, которая говорит, что в Харренхоле живут призраки, так как его построили на месте чардрев, и она даёт ему питьё для сна; затем он видит духа своей второй жены Лейны во время заседания совета. Вместо престарелого лорда Гровера Талли в Харренхол приезжает его внук Оскар Талли, который всё ещё является ребёнком. Деймон также призывает сира Виллема Блэквуда, который когда-то был одним из претендентов на руку и сердце Рейниры.

### В Дрифтмарке
Рейнис утверждает, что у Алина, должно быть, была прекрасная мать. Появляется Корлис, и Рейнис намекает, что Алин является его незаконнорожденным сыном; Корлис не доволен её расспросами.

### В Сумеречном Доле
Кристон обезглавливает лорда Дарклина, который отказывается присягать на верность и плюёт в него. Кристон приказывает отправиться в Грачиный Приют днём в качестве сюрприза, с чем Гвейн не согласен, поскольку считает, что лучше было бы атаковать ночью.

### В Королевской Гавани
Архимейстер Орвиль готовит Алисенте противозачаточный чай, хотя она делает вид, что это для кого-то другого; она спрашивает, знает ли он, кого Визерис хотел видеть своим наследником, но он заявляет, что ему это не ведомо. После того, как она выпивает чай и чувствует себя плохо, приходит Ларис и замечает бутылочку. Алисента говорит, что ей стало плохо, потому что съела слишком много пирога с миногой; Ларис, зная о произошедшем, говорит, что она побаловала себя. Эйгон разочарован в совете, обнаружив, что Эймонд и Кристон планировали кампании без него, включая осаду небольшого замка Грачиный Приют недалеко от Драконьего Камня, вместо того, чтобы идти на Харренхол. Эймонд ругает его на валирийском языке; Эйгон пытается ответить, но его языковые навыки оставляют желать лучшего. Эйгон забирает у Алисенты книги по истории; она велит ему ничего не предпринимать, а вместо этого позволить действовать его мудрым советникам. Будучи расстроенным и пьяным, он решает оседлать своего дракона Солнечного Огня, который приближается к нему, и отправиться в Грачиный Приют.

### На Драконьем Камне
Как только Джекейрис соглашается с советом, что дракона следует отправить в Грачиный Приют, на Драконий Камень возвращается Рейнира и она соглашается на войну, сообщая о своей встрече с Алисентой и о том, что теперь она видит, что она должна сразиться и вернуть свой трон, или умереть за него. Она вызывается отправиться сражаться на драконе, но её сын Джекейрис предлагает самому отправиться на Вермаксе, но Рейнира не одобряет этого. В конце концов добровольцем вызывается Рейнис, поскольку у её дракона есть боевой опыт. Пока Рейнис готовится к полёту, Рейнира рассказывает Джекейрису, как своему наследнику, о пророчестве Эйегона Завоевателя.

### В Грачином Приюте
Осада Грачиного Приюта начинается с того, что войска Кристона атакуют лучники из замка. Рейнис в чёрной тиаре на Мелеис сжигает войска Кристона, но у него в засаде прячутся Эймонд и Вхагар. Однако Эймонд замечает приближающегося Эйгона и позволяет ему продвигаться вперёд без поддержки. Мелеис наносит серьёзные раны Солнечному Огню. Появляется Вхагар; Эймонд приказывает Вхагар сжечь Мелеис и Солнечного Огня; Солнечный Огонь падает на землю. Рейнис, которая надёжно привязывает себя к Мелеис, нападает на Вхагар, которая тоже падает. Однако, пока Мелеис кружит, Вхагар поднимается, кусает Мелеис за шею, и Мелеис и Рейнис падают. Кристон приходит в себя от оглушения и уходит, находя Эймонда, а также Эйгона, лежащего ничком и неподвижным.

## Производство

### Сценарий и съёмки

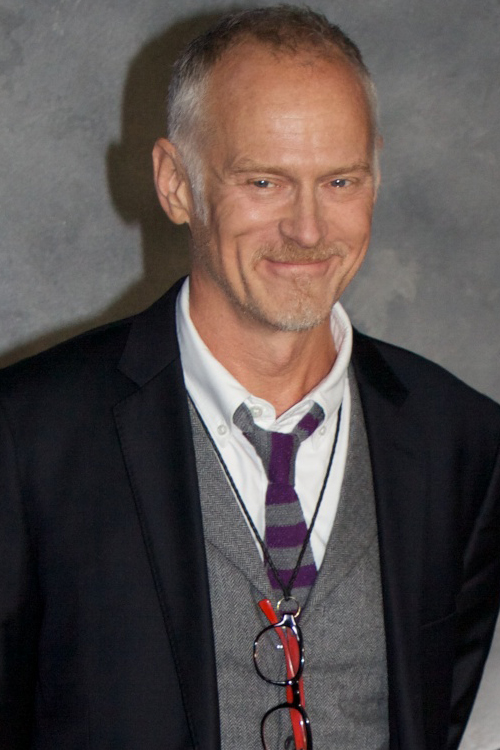
«Красный дракон и Золотой» стал второй работой Алана Тейлора в качестве режиссёра в сериале и девятой во всей франшизе «Игра престолов».

Сценарий к «Красному дракону и Золотому» написал соавтор и шоураннер сериала Райан Кондал, а его режиссёром стал исполнительный продюсер Алан Тейлор, что стало их вторым сотрудничеством в сериале после премьерного эпизода в сезоне «Сын за сына». Название эпизода отсылается к цвету кожи Мелеис и Солнечного Огня, драконов, принадлежащих соответственно Рейнис и Эйгону, а также к геральдическим драконам, которые украшают знамёна враждующих фракций, Зелёных и Чёрных.
Эпизод стал шестой сценарной работой для Кондала в сериале после эпизодов «Наследники Дракона», «Порочный принц», «Второй своего имени», «Чёрная королева» и премьеры второго сезона. Это также вторая работа Тейлора в качестве режиссёра в этом сериале и девятая во всей франшизе. Ранее он снимал эпизоды «Игры престолов» «Бейелор», «Пламя и кровь», «Север помнит», «Ночные Земли», «Принц Винтерфелла», «Валар Моргулис» и «За Стеной». В интервью для The A.V. Club Тейлор сказал, что он не вернётся для третьего сезона сериала, что делает этот эпизод его последней режиссёрской работой во франшизе.

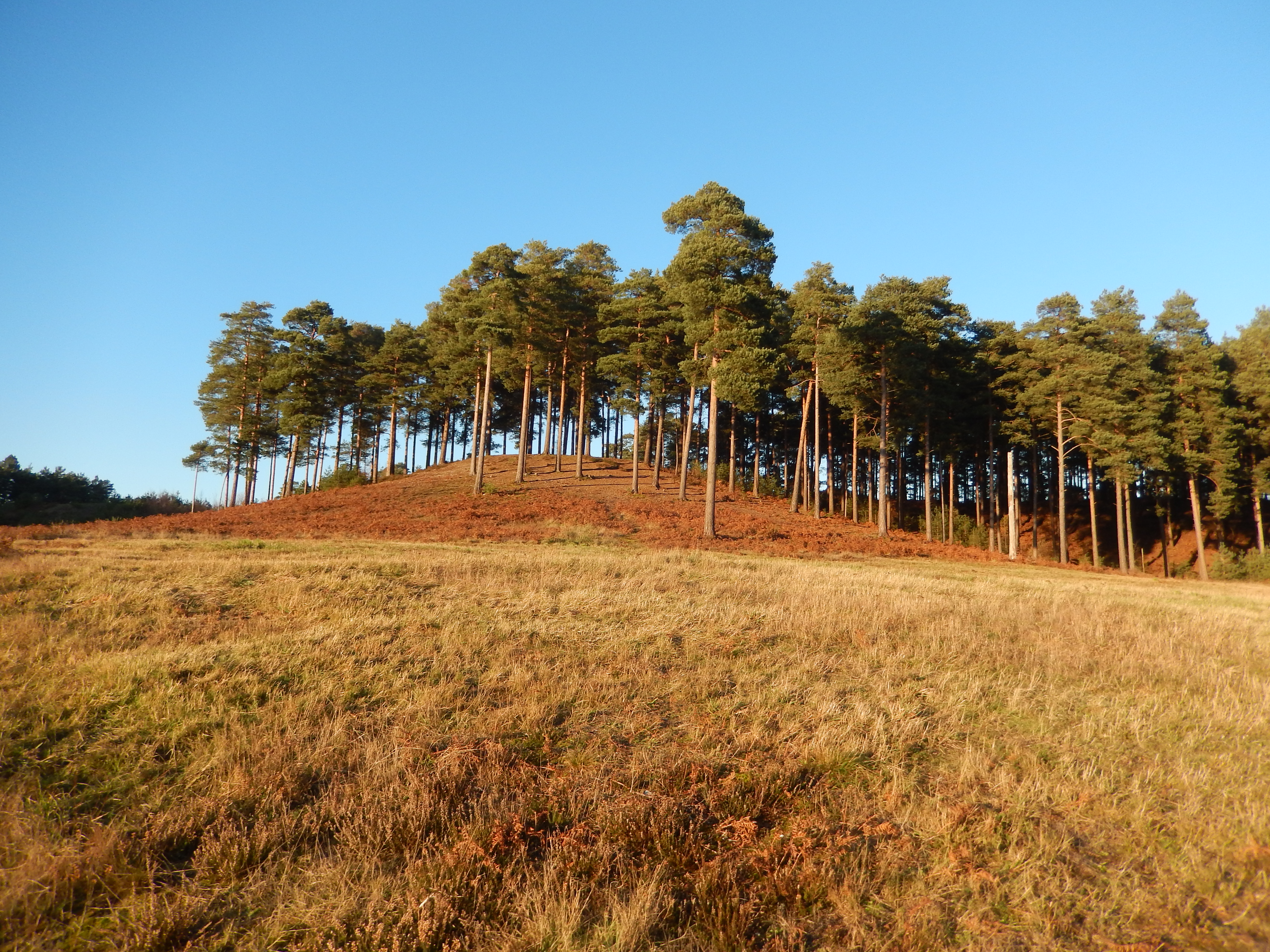
Лес Борн-Вуд в Англии был использован как место съёмок Битвы у Грачиного Приюта.

Основные съёмки второго сезона начались в апреле 2023 года и завершились в сентябре 2023 года. Вступительная сцена, где Деймону снится разговор с молодой Рейнирой в Тронном зале, была снятой первой, и сняли её в апреле:1:08–1:17. Битва у Грачиного Приюта была снята у леса Борн-Вуд в Англии в августе. Кондал описал сцену сражения как «самую масштабную из всех, которую когда-либо приходилось подготавливать [в сериале] на сегодняшний день с точки зрения размера и стоимости декораций». Тейлор сотрудничал с художником по раскадровке Джейн Ву над созданием всей сцены сражения:5:54–8:49. По словам оператора эпизода П. Дж. Диллона, битва драконов в небе была снята с использованием сочетания движущейся платформы и хромакея:12:43–12:50.
В интервью для Business Insider, Ив Бест (Рейнис) рассказала, что съёмки её сцен во время сражения заняли две недели. Она также упомянула в интервью для «Variety», что съёмки сцен Тома Глинн-Карни (Эйгон) и Юэна Митчелла (Эймонд) по отдельности заняли неделю. Обсуждая «героическое» решение Рейнис и её окончательную судьбу, Бест сказала, что это удовлетворило одно из её желаний относительно персонажа. Как отметила Эрика Гонсалес в «Elle», Бест сказала о Рейнис следующее: «Она готова пожертвовать собой, потому что, я думаю, она чертовски хорошо понимает, что это миссия камикадзе. В этот момент, я думаю, происходит невысказанный, но очень важный момент принятия и почитания. На самом деле, это очень по-самурайски. Это честь для двух женщин, которая до сих пор всегда была очень сложной».

### Кастинг
В эпизоде появились Мэтт Смит, Эмма Д’Арси, Оливия Кук, Стив Туссэн, Ив Бест, Фабьен Франкель, Соноя Мидзуно, Мэттью Нидэм, Том Глинн-Карни, Юэн Митчелл, Гарри Коллетт, Бетани Антония, Джефферсон Холл, Фредди Фокс, Гэйл Ранкин, Курт Эгьяван, Абубакар Салим и Саймон Расселл Бил. Милли Олкок вновь появилась в качестве приглашённой звезды в роли молодой Рейниры Таргариен, появившись до этого в предыдущем эпизоде. Нанна Блонделл также ненадолго появляется в эпизоде, вернувшись к своей роли второй жены Деймона, Лейны Веларион. Блонделл ранее появлялась в эпизоде первого сезона «Принцесса и королева».
После гибели принцессы Рейнис Таргариен и её дракона Мелеис в битве у Грачиного Приюта, этот эпизод подчёркивает последнее появление Ив Бест в сериале. Кроме того, ы этом эпизоде впервые появляется Арчи Барнс в роли Оскара Талли, а также в первый и последний раз появляется Стивен Пэйси в роли лорда Сумеречного Дола и главы дома Дарклинов, Гунтора Дарклина. Также в эпизоде возвращается Уиллем Блэквуд, роль которого изначально исполнял Альфи Тодд в «Короле Узкого моря», а теперь взрослого Блэквуда играет Джек Парри-Джонс.

## Реакция

### Реакция критиков
«Красный дракон и Золотой» удостоился похвалы от критиков, причём некоторые из них назвали его одним из лучших эпизодов в сериале и одним из лучших в сезоне на данный момент. На сайте Rotten Tomatoes эпизод имеет рейтинг 100 % на основе 5 отзывов, со средним рейтингом 9,4/10.
Алек Бойалад из Den of Geek и Хейли Уитмайр Уайт из TV Fanatic оба поставили эпизоду по 5 баллов из 5. Бойалад отметил: «Впечатляюще, [это] делает и без того сильный третий эпизод ещё лучше в контексте». Уайт описала его как «одно из самых зрелищных и визуально ошеломляющих примеров, которые мы видели на телевидении спустя долгое время». Джеймс Хант из Screen Rant оценил эпизод на 4,5 звезды из 5, назвав его «блестящей серий, которая напоминает „Игру престолов“ в её самом зрелищном проявлении». Эпизод также получил оценку 4 из 5 звёзд от Аманды Уайтинг из Vulture и Бенджи Уилсона из The Telegraph.
Хелен О’Хара из IGN поставила эпизоду 10 баллов из 10 возможных, назвав его «шедевром». Она написала: «[Эпизод] начинается медленно, но набирает обороты, завершаясь захватывающей битвой, которая стоит в одном ряду с самыми захватывающими моментами „Игры престолов“ и затмевает всё, что было до сих пор в „Доме дракона“». Кэти Долл из CBR и Карли Лэйн из Collider обе поставили эпизоду по 9 баллов из 10. Долл отметила: «[Этот эпизод] меняет ход второго сезона „Дома дракона“, наконец-то сдвинув сюжет с мёртвой точки в каждой из сцен». Кэйли Дрэй из The A.V. Club оценила этот эпизод на «A» и назвала его «великолепным». Эрик Кейн из «Forbes» описал его как «ещё один потрясающий эпизод в том, что обещает стать отличным вторым сезоном». Джош Розенберг из «Esquire» расценил эпизод как возвращение к славным дням франшизы.
Критики выделили Битву у Грачиного Приюта как самое яркое событие эпизода. Алек Бойалад конкретно написал: «Начавшаяся в результате воздушная битва над Грачиным Приютом в Королевских землях настолько же удивительна и ужасна, насколько предсказуем её исход. Погибают два дракона, погибает по меньшей мере один всадник, и бесчисленное множество воинов либо оказываются раздавленными поступью чудовищ, либо испаряются от их огненного дыхания». Джеймс Хант похвалил сцену за сочетание эпического масштаба с сильной основой персонажей. О’Хара назвала её «эпическим фэнтези в его самом захватывающем проявлении». Долл сказала, что эта сцена «превосходит все ожидания в качестве потрясающего примера телевизионного блокбастера». Она также сочла её одной из величайших сцен сражений в истории телевидения и назвала эпизод самой красивой работой в сериале на сегодняшний день.
Критики также похвалили другие аспекты эпизода, такие как визуальные эффекты, трюки, актёрскую игру, причём особой похвалы удостоились выступления Бест, Смита, Глинн-Карни, Митчелла и Ранкин. Как отмечает Эрика Гонсалес в «Elle», Бест сказала о Рейнис следующее: «Она готова пожертвовать собой, потому что, я думаю, она чертовски хорошо понимает, что это миссия камикадзе. В этот момент, я думаю, есть невысказанный, но очень важный момент принятия и почитания. На самом деле это очень по-самурайски. Это честь для двух женщин, которая до сих пор всегда была очень сложной». Также похвалы удостоились операторская работа Диллона, музыка Джавади, сценарий Кондала, режиссура Тейлора, причём Хелен О’Хара отметила его умение переключаться между политическими махинациями и открытой войной, а также сцены с Деймоном в Харренхоле и обострившееся соперничество между братьями Эймондом и Эйгоном.